# Организация наций и народов, не имеющих представительства
Организа́ция на́ций и наро́дов, не име́ющих представи́тельства (англ. Unrepresented Nations and Peoples Organization, UNPO) — международная неправительственная организация, цель которой состоит в защите интересов наций и коренных народов, не имеющих собственных государств и/или живущих на оккупированных или спорных территориях. Она была образована 11 февраля 1991 года в Гааге, Нидерланды. UNPO работает над развитием понимания и уважения права на самоопределение, предоставляет консультации и поддержку, связанные с вопросами международного признания и политической автономии, обучает группы тому, как эффективно отстаивать свои интересы, и непосредственно выступает за международное реагирование на нарушения прав человека, совершённые в отношении групп-членов UNPO.
Некоторые бывшие члены, такие как Армения, Восточный Тимор, Эстония, Латвия, Грузия и Палау, получили полную независимость и присоединились к ООН.

## История
UNPO была задумана в конце 1980-х годов изгнанными лидерами народов, членом Эстонского конгресса Линнартом Мяллем, Эркином Альптекином из уйгурского конгресса и бывшим тибетским дипломатом Лоди Гьяри вместе с советником по международному праву 14-го Далай-ламы Михаэлем Ван Вальт ван Прааг. Ключевая цель состояла в том, чтобы воспроизвести мощное послание ненасилия и межэтнической терпимости перед лицом угнетения, демонстрируемого тибетским народом и отстаиваемого 14-м Далай-ламой, и обеспечить форум, на котором другие поощряются и поддерживаются для принятия аналогичных подходов.
5—6 сентября 1990 году в эстонском Тарту прошла первая встреча народов, не имеющих представительства, на которой был подписан Меморандум о взаимопонимании, которым предусматривалось создание такой международной неправительственной организации.
11 февраля 1991 года во Дворце мира в Гааге, представителями движений австралийских аборигенов, Армении, крымских татар, Кордильер, Восточного Туркестана, Эстонии, Грузии, греческого меньшинства в Албании, Курдистана, Латвии, Палау, Тибета, Тайваня, Татарстана и Западного Папуа. Всего через несколько месяцев к ним присоединились представители Абхазии, Ачеха, Ассирии, читтагонгских горных районов, южных Молуккских островов, Бугенвиля, Чечни, Занзибара, а также Майри и Иракского туркменского народа.
С тех пор число членов UNPO неуклонно росло, всего в него вошли представители более 45 народов мира, насчитывающие более 300 миллионов человек, не имеющих подлинного представительства на внутренних или международных форумах. С момента своего основания многие члены движения достигли своих целей и нашли официальное место для своего народа на национальном или международном уровне и покинули организацию.
Изначальным местом расположения главного офиса UNPO была выбрана Гаага. Позже UNPO переехали в Брюссель. Организация финансируется за счет грантов от членов и пожертвования частных лиц и фондов.

## Цели
Свою основную цель UNPO видит в том, чтобы утвердить демократию в качестве основного права человека, осуществлять права человека, гражданские и политические права во всем мире, поддерживать всеобщее право на автономию и самоопределение и дальнейший федерализм. Она поощряет ненасильственные методы достижения мирных решений конфликтов. UNPO оказывает поддержку своим членам в обеспечении уважения их прав человека и культурных прав, а также в сохранении окружающей среды. Организация обеспечивает форум для членов сети и помогает им участвовать в ней на международном уровне.
Хотя члены UNPO часто преследуют разные цели, у них есть одна общая черта: они, как правило, не представлены дипломатически (или только с незначительным статусом, таким как наблюдатель) в крупных международных учреждениях, таких как Организация Объединенных Наций (ООН). В результате их способность решать свои проблемы глобальными органами, уполномоченными защищать права человека и разрешать конфликты, ограничена.
UNPO привержена пяти принципам, закрепленным в ее Пакте:
- Равное право всех на самоопределение;
- Соблюдение международно признанных стандартов, закрепленных во Всеобщей Декларации Прав Человека и других международных документах;
- Приверженность принципам демократического плюрализма и неприятие нетерпимости;
- Поощрение методов ненасилия и неприятие терроризма и других видов насилия как инструмента политики;
- Охрана окружающей природной среды.

Все члены должны подписать и соблюдать пакт UNPO.

## Члены
По состоянию на 2020 год в организации состояли 39 следующих членов:
| Участник                   | Дата присоединения    | Представитель в UNPO                                     | Ссылка                                                                              |
| -------------------------- | --------------------- | -------------------------------------------------------- | ----------------------------------------------------------------------------------- |
| Абхазия                    | 6 августа 1991 года   | Министерство иностранных дел Республики Абхазия          | https://unpo.org/members/7854 Архивная копия от 23 октября 2019 на Wayback Machine  |
| Ачех                       | 11 февраля 1991 года  | Национальный Фронт Освобождения Ачеха-Суматры            | https://unpo.org/members/7786 Архивная копия от 23 июля 2019 на Wayback Machine     |
| Африканеры                 | \|15 мая 2008 года    | Фронт свободы плюс                                       | https://unpo.org/members/8148 Архивная копия от 28 ноября 2017 на Wayback Machine   |
| Ахвази                     | 14 ноября 2003 года   | Партия демократической солидарности Ахвази               | https://unpo.org/members/7857 Архивная копия от 23 октября 2019 на Wayback Machine  |
| Амбазония                  | 28 марта 2018 года    | Временное правительство Амбазонии                        | https://unpo.org/members/20702 Архивная копия от 23 октября 2019 на Wayback Machine |
| Ассирия                    | 6 августа 1991 года   | Ассирийский Универсальный Союз                           | https://unpo.org/members/7859 Архивная копия от 16 января 2020 на Wayback Machine   |
| Белуджистан                | 1 марта 2008 года     | Белуджистанская Национальная партия                      | https://unpo.org/members/8014 Архивная копия от 23 октября 2019 на Wayback Machine  |
| Баротселенд                | 23 ноября 2013 года   | Национальный альянс свободы Бароце                       | https://unpo.org/members/16714 Архивная копия от 23 июля 2019 на Wayback Machine    |
| Белла                      | 6 июня 2017 года      | Малийская Ассоциация по сохранению культуры Белла        | https://unpo.org/members/20198 Архивная копия от 23 июля 2019 на Wayback Machine    |
| Бретань                    | 8 июня 2015 года      | Kelc'H An Dael                                           | https://unpo.org/members/18358 Архивная копия от 23 октября 2019 на Wayback Machine |
| Каталония                  | 14 декабря 2018 года  | Национальная ассамблея Каталонии                         | https://unpo.org/members/21326 Архивная копия от 23 июня 2020 на Wayback Machine    |
| Читтагонгский горный район | 6 августа 2018 года   | Парбатья Чаттаграмма Джана Самхати Самити                | https://unpo.org/members/7867 Архивная копия от 8 сентября 2018 на Wayback Machine  |
| Крымские татары            | 11 февраля 1991 года  | Милли Меджлис                                            | https://unpo.org/members/7871 Архивная копия от 23 октября 2019 на Wayback Machine  |
| Округ Колумбия             | 4 декабря 2015 года   | Делегация Конгресса по государственности округа Колумбия | https://unpo.org/members/18770 Архивная копия от 23 октября 2019 на Wayback Machine |
| Восточный Туркестан        | 11 февраля 1991 года  | Всемирный уйгурский конгресс                             | https://unpo.org/members/7872 Архивная копия от 7 сентября 2019 на Wayback Machine  |
| Гилгит Балтистан           | 20 сентября 2008 года | Демократический альянс Гилгит-Балтистан                  | https://unpo.org/members/8727 Архивная копия от 23 октября 2019 на Wayback Machine  |
| Харатин                    | 18 сентября 2011 года | Гилгит Балтистан Демократический Альянс                  | https://unpo.org/members/13228 Архивная копия от 23 октября 2019 на Wayback Machine |
| Хмонг                      | 2 февраля 2007 года   | Конгресс Всемирного народа Хмонг                         | https://unpo.org/members/7891 Архивная копия от 23 октября 2019 на Wayback Machine  |
| Восточный Курдистан        | 2 февраля 2007 года   | Демократическая партия Иранского Курдистана              | https://unpo.org/members/7882 Архивная копия от 23 октября 2019 на Wayback Machine  |
| Кабилия                    | 6 июня 2017 года      | МАК-Анавад                                               | https://unpo.org/members/20196 Архивная копия от 23 октября 2019 на Wayback Machine |
| Кхмер-кром                 | 15 июля 2001 года     | Федерация Кхмерской Кампучии-Кром                        | https://unpo.org/members/7887 Архивная копия от 29 августа 2019 на Wayback Machine  |
| Лезгистан/Лекия            | 7 июля 2012 года      | Федеральная лезгинская национально-культурная автономия  | https://unpo.org/members/15284 Архивная копия от 23 октября 2019 на Wayback Machine |
| Мадхеш                     | 14 октября 2017 года  | Альянс за независимый Мадхеш                             | https://unpo.org/members/20426 Архивная копия от 23 июля 2019 на Wayback Machine    |
| Нагалим                    | 23 января 1993 года   | Национал-социалистический Совет Нагалима                 | https://unpo.org/members/7899 Архивная копия от 23 июля 2019 на Wayback Machine     |
| Огаден                     | 6 февраля 2010 года   | Фронт национального освобождения Огадена                 | https://unpo.org/members/10714 Архивная копия от 23 июля 2019 на Wayback Machine    |
| Огони                      | 19 января 1993 года   | Движение за выживание народа Огони                       | https://unpo.org/members/7901 Архивная копия от 28 августа 2019 на Wayback Machine  |
| Оромо                      | 19 декабря 2004 года  | Фронт освобождения оромо                                 | https://unpo.org/members/7917 Архивная копия от 23 октября 2019 на Wayback Machine  |
| Рехобот Бастерс            | 2 февраля 2007 года   | Совет капитанов                                          | https://unpo.org/members/7881 Архивная копия от 23 июля 2019 на Wayback Machine     |
| Савойя                     | 15 июля 2014 года     | Временное правительство Савойи                           | https://unpo.org/members/17344 Архивная копия от 23 октября 2019 на Wayback Machine |
| Синд                       | 19 января 2002 года   | Всемирный конгресс синдхов                               | https://unpo.org/members/7906 Архивная копия от 23 октября 2019 на Wayback Machine  |
| Сомалиленд                 | 19 декабря 2004 года  | Правительство Сомалиленда                                | https://unpo.org/members/7916 Архивная копия от 23 октября 2019 на Wayback Machine  |
| Южные Молуккские острова   | 6 августа 1991 года   | Республика Малуку Селетан                                | https://unpo.org/members/7907 Архивная копия от 23 июля 2019 на Wayback Machine     |
| Южный Азербайджан          | 2 февраля 2007 года   | Демократическая Партия Южного Азербайджана               | https://unpo.org/members/7884 Архивная копия от 6 августа 2010 на Wayback Machine   |
| Южная Монголия             | 2 февраля 2007 года   | Южно-монгольский Информационный центр по правам человека | https://unpo.org/members/7883 Архивная копия от 23 октября 2019 на Wayback Machine  |
| Сулу                       | 5 января 2015 года    | Sulu Foundation of Nine Ethnic Tribes Inc.               | https://unpo.org/members/17809 Архивная копия от 23 июля 2019 на Wayback Machine    |
| Тайвань                    | 11 февраля 1991 года  | Тайваньский фонд за демократию                           | https://unpo.org/members/7908 Архивная копия от 23 октября 2019 на Wayback Machine  |
| Тибет                      | 11 февраля 1991 года  | Тибетское правительство в изгнании                       | https://unpo.org/members/7879 Архивная копия от 23 октября 2019 на Wayback Machine  |
| Западный Белуджистан       | 26 июня 2005 года     | Народная партия Белуджистана                             | https://unpo.org/members/7922 Архивная копия от 23 октября 2019 на Wayback Machine  |
| Западный Тоголенд          | 15 ноября 2017 года   | Фонд Национальной исследовательской группы               | https://unpo.org/members/20425 Архивная копия от 23 июля 2019 на Wayback Machine    |

## Бывшие члены
Список членов, покинувших организацию. Полужирным шрифтом выделены народы, бывшие в составе СССР или РФ на момент нахождения в UNPO.
- Бывшие республики СССР, принятые в ООН после провозглашения независимости в 1991 году:
  -  Армения вступила 11 февраля 1991, вышла 2 марта 1992
  -  Эстония вступила 11 февраля 1991, вышла 17 августа 1991
  -  Грузия вступила 11 февраля 1991, вышла 31 июля 1992
  -  Латвия вступила 11 февраля 1991, вышла 17 августа 1991
- Другие новые члены ООН:
  -  Восточный Тимор вступил 17 января 1993, вышел 27 сентября 2002; бывшая колония Португалии, аннексированная Индонезией в 1975 и получившая независимость в 2002 году
  -  Палау вступил 11 февраля 1991, вышла 15 декабря 1994; бывшая часть управляемой США Подопечной территории Тихоокеанские острова; независима с 1994
- Покинули UNPO по другим причинам:
  -  Аборигены Австралии — с 11 февраля 1991 по 7 июля 2012
  -  Албанцы Македонии — с 16 апреля 1994 по 1 марта 2008; достигла соглашения с Македонией в 2001
  -  Берберы — с 28 ноября 2014 по 26 ноября 2016; вступили во Всемирный конгресс Амазигов
  -  Батва — с 17 января 1993 по декабрь 2019
  -  Башкортостан — с 3 февраля 1996 по 30 июня 1998
  -  Республика Союз Мьянма — с 15 мая 2008 по 13 февраля 2010; пала военная хунта и были проведены демократические выборы в 2010 году
  -  Бугенвиль — с 6 августа 1991 по 1 марта 2008; достигнуто соглашение об автономии с Папуа-Новой Гвинеей в 2000 году
  -  Бурятия — с 3 февраля 1996 по 13 февраля 2010
  - Буффало Ривер Dene Nation — с 19 декабря 2004 по 9 октября 2009
  -  Венгерское меньшинство в Румынии — с 30 июля 1994 по 2015
  -  Вхавенда — с 14 ноября 2003 по 1 июля 2015
  -  Гагаузия — с 16 апреля 1994 по 1 декабря 2007; достигнуто соглашение об автономии с Молдовой в 1994 году
  -  Государство Каренни — с 19 января 1993 по 7 июля 2012
  -  Греческое меньшинство в Албании — с 11 февраля 1991 по 7 июля 2012
  - Дегар-Монтаньяры — с 14 ноября 2003 по 29 апреля 2016
  -  Занзибар — с 6 августа 1991 по 1 июля 2015
  -  Западное Папуа — с 15 октября 2014 по данные отсутствуют
  -  Ингушетия — с 30 июля 1994 по 1 марта 2008
  -  Инкери — с 17 января 1993 по 9 октября 2009
  -  Иракский Курдистан — с 11 февраля 1991 по 1 июля 2015
  -  Иракские туркмены — с 6 августа 1991 по 27 ноября 2016
  -  Республика Кабинда — с 17 апреля 1997 по 18 сентября 2011
  -  Калахуи Гавайи — с 3 августа 1993 по 7 июля 2012
  -  Коми — с 17 января 1993 по 9 октября 2009
  -  Кордильера — с 11 февраля 1991 по 6 ноября 2015
  -  Косово — с 6 августа 1991 по 24 марта 2018
  -  Кумыкистан — с 17 апреля 1997 по 1 марта 2008
  -  Лакота — с 30 июля 1994 по 1 декабря 2007; последовало провозглашение Республики Лакота
  -  Маохи — с 30 июля 1994 по 1 декабря 2007
  -  Мапучи — с 19 января 1993 по 26 апреля 2016
  -  Мари — 6 августа 1991 по 9 октября 2009
  -  Масаи — с 19 декабря 2004 по 7 июля 2012
  -  Моны — с 3 февраля 1996 по 7 июля 2012
  -  Моро — с 26 сентября 2010 по 28 ноября 2014; достигнуто соглашение об автономии с Филиппинами
  -  Науа-Дель-Альто-Бальзас — с 19 декабря 2004 по 20 сентября 2008
  - Нация Нуксал — с 23 сентября 1998 по 1 марта 2008
  -  Русины — с 23 сентября 1998 по 1 декабря 2007
  -  Санджак — с 17 января 1993 по 18 сентября 2011
  -  Саха — с 3 августа 1993 по 30 июня 1998
  -  Скания — с 19 января 1993 по 18 сентября 2011
  -  Талышское национальное движение — с 26 мая 2005 года по 1 марта 2008 г.; вновь с 28 июня 2014 по ... (данные отсутствуют)
  -  Татарстан — с 11 февраля 1991 по 1 марта 2008
  -  Тыва — с 3 февраля 1996 по 13 февраля 2010
  -  Удмуртия — с 17 января 1993 по 6 июля 2013
  -  Халистан — с 24 января 1993 по 4 августа 1993
  - Цимшян — с 2 февраля 2007 по 18 сентября 2011
  -  Чамерия — с 8 июня 2015 по декабрь 2019; убийство лидера и приостановление движения
  -  Черкесия — с 16 апреля 1994 по 6 ноября 2015
  -  Чеченская Республика Ичкерия — с 6 августа 1991 года по 25 сентября 2010
  -  Чин — 15 июля 2001 по 26 ноября 2016
  -  Чувашия — с 17 января 1993 по 1 марта 2008
  -  Шаны — с 17 апреля 1997 по 6 февраля 2010

## Руководство
Генеральные секретари
| Имя                                       | Период             |
| ----------------------------------------- | ------------------ |
| Майкл ван Валт ван Праг (Нидерланды)      | 1991—1998          |
| Церинг Джампа (Тибет)                     | 1997—1998          |
| Элен С. Корбетт (Австралийские аборигены) | 1998—1999          |
| Эркин Альптекин (Уйгуры)                  | 1999—2003          |
| Марино Бусдачин (Италия)                  | 2003—2018          |
| Ральф Дж. Банч III (США)                  | 2018 — наст. время |

Генеральный директор
- Карл Габсбург-Лотринген (Австрия) — 19 января[9] — 31 декабря 2002[2].

Председатели Генеральной Ассамблеи
- Линнарт Мялль — (Эстония) 1991—1993
- Эркин Альптекин — (Уйгуры) 1993—1997
- Сейф Шариф Хамад — (Занзибар) 1997—2001
- Джон Нимрод[англ.] — (Ассирийцы) 2001—2005
- Йёран Ханссон[англ.] — (Скания) 2005—2006

Президенты
- Ледум Мите[англ.] — (Огони) 2006—2010
- Нгаванг Чоефель Дракмаргьяпон 2010—2017
- Насер Боладай 2017 — наст. время